# 216780 Lilianne
216780 Lilianne è un asteroide della fascia principale. Scoperto nel 2006, presenta un'orbita caratterizzata da un semiasse maggiore pari a 2,2141373 au e da un'eccentricità di 0,2194537, inclinata di 6,45710° rispetto all'eclittica.